# Lmechrek
Lmechrek  (in arabo المشرك‎?) è un centro abitato e comune rurale del Marocco situato nella provincia di Sidi Bennour, regione di Casablanca-Settat. Conta una popolazione di 16 141 abitanti (censimento 2014).